# Подзамек-Ґолюбський
Подзамек-Ґолюбський (пол. Podzamek Golubski, нім. Schloß Golau) — село в Польщі, у гміні Ґолюб-Добжинь Ґолюбсько-Добжинського повіту Куявсько-Поморського воєводства.
Населення — 454 особи (2011).
У 1975-1998 роках село належало до Торунського воєводства.

## Демографія
Демографічна структура станом на 31 березня 2011 року:
|          | Загалом | Допрацездатний вік | Працездатний вік | Постпрацездатний вік |
| -------- | ------- | ------------------ | ---------------- | -------------------- |
| Чоловіки | 223     | 50                 | 154              | 19                   |
| Жінки    | 231     | 55                 | 140              | 36                   |
| Разом    | 454     | 105                | 294              | 55                   |